# Minuskel 177
Minuskel 177 (In der Nummerierung nach Gregory-Aland), α 106 (von Soden) ist eine griechische Minuskelhandschrift des Neuen Testaments auf Pergament. Sie wird mittels Paläographie auf das 11. Jahrhundert datiert. Sie befindet sich in der Bayerischen Staatsbibliothek in München.

## Beschreibung
Die Handschrift enthält den vollständigen Text des Neuen Testaments außer den Evangelien. Er wurde einspaltig mit je 25 Zeilen auf 225 Seiten geschrieben und mit Marginalien versehen.

## Text
Der Text repräsentiert den Byzantinischen Texttyp und wird der Kategorie V zugeordnet.

### Comma Johanneum
Unter den Marginalien findet sich auch das Comma Johanneum im 1. Johannesbrief (1. Joh 5,7–8 ), jedoch erst deutlich später von zweiter Hand ergänzt: Da die Randglosse mit dem Comma auf den direkten Vers („v. 7“) verweist, die Verseinteilung des Neuen Testaments aber erst 1551 von Robert Estienne in der 4. Ausgabe seines Novum Testamentum eingeführt wurde, kann diese Ergänzung nicht vor der 2. Hälfte des 16. Jahrhunderts entstanden sein. Spätere Untersuchungen haben erwiesen, dass die Randglosse von einem Priester aus München im Jahr 1785 ergänzt wurde. Paläographisch lässt sich die Randglosse auf das 17–18. Jahrhundert datieren. Die Fassung des Comma ist in dieser Handschrift eine Sonderlesart und ohne Nomina sacra: „οτι τρεις εισιν οι μαρτυρουντες εν ουρανω: πατηρ, λογος, και πνευμα αγιον, και οι τρεις εις το εν εισιν“